# Scream (Marvel Comics)
Scream (Español: el Grito de Terror o el Grito Terrotifico) es una supervillana ficticia que aparece en los cómics estadounidenses publicados por Marvel Comics. La simbionte Scream es hija de Venom y ha aparecido en los cómics de Spider-Man, como uno de cinco simbiontes creados simultáneamente. Ha tenido tres anfitrionas diferentes.

## Historial de publicaciones
Scream apareció por primera vez en Venom: Lethal Protector # 4 (mayo de 1993), y fue creado por David Michelinie y Ron Lim.

## Huéspedes

### Donna Diego
El simbionte Scream fue uno de los cinco simbiontes que se generaron a la fuerza del simbionte original Venom, y fue su líder no oficial de California. Al igual que los otros cuatro anfitriones, Donna Diego fue voluntaria de Life Foundation, un grupo de supervivencia dentro del gobierno estadounidense que se prepara para la destrucción mutua de la Guerra Fría y para proporcionar una vida cómoda a sus clientes ricos después del inminente holocausto nuclear. Carlton Drake estaba experimentando con simbiontes con la esperanza de crear los llamados «súper policías» para vigilar la imaginaria utopía del refugio, y Donna fue elegida de la fuerza de seguridad formada por policías, soldados y mercenarios. Durante la primera aparición pública de Scream, esta se encontró con Spider-Man mientras él estaba aterrorizando en un centro comercial cerca de Salinas, California. Rápidamente superado por el héroe enmascarado y más experimentado en combates, Scream escapó en un aerodeslizador y regreso al cuartel de Life Foundation. Desconocido para ella, Spider-Man se había subido a un auto en el mismo aerodeslizador. Una vez que Spider-Man ayudó a Eddie Brock a escapar, Scream y los demás simbiontes guardianes se enredaron con Spider-Man y Venom, pero Venom les puso un dispositivo de envejecimiento acelerado. La máquina de aceleración de la edad pareció hacer que los simbiontes envejecieran hasta convertirse en polvo antes de que Life Foundation hiciera explotar la base.
Más tarde se reveló que Scream y sus «hermanos» sobrevivieron, y Life Foundation pudo salvarlos a ellos y a sus simbiontes. De repente, por alguna razón, los guardianes se pelearon con sus empleadores y ahora eran fugitivos huyendo. Scream llevó a los demás a la ciudad de Nueva York en busca de Venom, con la esperanza de ayudarles a enseñar cómo controlar a sus simbiontes. Venom no quería tener nada que ver con ellos, y luchó contra Scream. Cuando Venom desapareció, Scream intentó reclutar a la Araña Escarlata para ayudar a encontrar a Venom. Cuando Araña Escarlata se negó, Scream experimentó un descanso psicótico y comenzó un alboroto en Times Square. Humillada cuando Venom le arrancó trozos de su simbionte y la salvó la Araña Escarlata, Scream volvió a desaparecer.
Sin desanimarse, Scream reunió a sus «hermanos» y sacó a Brock de la prisión, secuestrando y encarcelando a Brock en un almacén de Chicago. Una vez más, pidió ayuda a Brock para aprender a comunicarse con los simbiontes. Eddie, una vez más, se negó y trató de matarlos a todos, incluso sin el simbionte Venom como respaldo. Eddie escapó, y poco después de que los «hermanos» simbiontes fueran asesinados, uno por uno. Scream los llevó a creer que Brock era el asesino, mientras que, de hecho, había sido ella todo el tiempo. Había llegado a la conclusión de que todos los simbiontes son malos, y aquellos que se vinculaban con los simbiontes merecían morir.
Se reveló que Donna estaba mentalmente enferma y había escuchado voces mucho antes de que ella fuera la anfitriona del simbionte de Scream (lo que sugiere que ella es esquizofrénica). Eddie logró volver a vincularse con el simbionte Venom antes de que Scream pudiera ir a matar. Aunque no pudo evitar que asesinara a todos los anfitriones de todos los simbiontes, Venom, sin embargo, pudo volver a vencerla en combate y Scream fue capturada por las autoridades.
Después de la invasión simbionte de la Tierra, Donna fue uno de los pocos simbiontes que quedaron en la Tierra. Tratando de redimirse por sus crímenes, se ocupó de localizar y ayudar a los benevolentes sobrevivientes simbióticos. Después de que sus compañeros comenzaron a morir misteriosamente, Donna rastreó a Xenophage, un enorme extraterrestre que devora tanto a los simbiontes como a los cerebros de sus anfitriones. Donna ayudó a Venom a matar al xenófago, pero resultó gravemente herida.
Después de su recuperación, Scream buscó la nave oculta del xenófago para ayudarla a localizar a más sobrevivientes simbióticos. La nave la transportó a ella y a otros (incluyendo a Venom y Wolverine) a otra dimensión donde Scream es casi asesinado una vez más por los malvados mutantes Dirtnap y Chimera. Tras su exitoso regreso a la Tierra, desapareció, probablemente para continuar su búsqueda de los pocos simbiontes restantes.
Scream apareció en dos paneles del sorteo de cómics Marvel Super Hero Island Adventures de 1999, ya que se muestra que es miembro de Sindicato Siniestro. Se le conoce como Scream en los cómics por primera vez. El apellido de Donna, Diego, se estableció por primera vez (muchos años después de su primera aparición como un personaje en el Universo Marvel) a través de archivos donde se la cita como una «combatiente enemiga» de las fuerzas de la Iniciativa.
A continuación se ve a Scream investigando el asesinato de Scott Washington (el héroe simbiótico Hybrid). Está atrapada por Brock. Con el simbionte Scream incapacitado por un dispositivo de sonido, Brock usa un cuchillo sobrecalentado para matar a Donna.

### Patricia Robertson
Durante «Absolute Carnage», el simbionte Scream (todavía unido al cadáver de Donna después de haber absorbido la conciencia de Donna) es resucitado por Knull y va a ayudar a Carnage a cosechar los códices de civiles anteriores que en algún momento se habían unido a simbiontes. Patricia Robertson (que anteriormente había hospedado un clon de Venom) luego embosca pero el simbionte Scream decide unirse a ella, dejando atrás los huesos de Donna. Patricia lucha por el control, pero finalmente el simbionte Scream obliga a Patricia a cazar a otros anfitriones anteriores.

### Andi Benton
Persuadiendo al simbionte Scream para resistir el control de Knull por segunda vez, Patricia se sacrificó en un intento por salvar la vida de Andi, y el simbionte Scream dejó su cadáver y se unió a Andi. Transformada en una versión de pelo negro de Scream, Andi se libera del anzuelo y siente que el simbionte de Scream cura sus heridas; disfrutando del poder de estar unido a un simbionte una vez más. Andi señala que puede sentir no solo la voz mental del simbionte Scream, sino también la de la horda doppelgänger de Carnage. Siente que Carnage intenta obligarla a obedecer su voluntad, pero se burla de que nunca le haya gustado hacer lo que le dijeron. Agarrando el brazo de Carnage con pelo de zarcillo, Scream desata un torrente de fuego infernal de sus fauces, lanzando a Carnage en la cara. Retratando que él pensó que ella habría recordado su inmunidad al fuego después de su último encuentro, Carnage intenta empalar al nuevo Scream como lo había hecho con Patricia, pero ella salta sobre él. Lanzándose hacia ella, Carnage empala a Scream con su mano y gruñe que él es la voz dentro de su cabeza que le dice que se quede y muera. Scream lo atrapa con el pelo de zarcillo y lo golpea contra la carne que cuelga, Andi observa que incluso con un simbionte no es lo suficientemente poderosa como para luchar contra él. Lamentando que ni siquiera sabía el nombre de Patricia Robertson antes de que el simbionte Scream se uniera a ella, Andi promete no dejar que su sacrificio sea en vano. Envuelve a Carnage en su cabello, Scream lo arroja a un armario de carne, cierra la puerta y huye. Al romper la puerta con sus bisagras, Carnage se da cuenta de que Andi se ha escapado y se queja de que tendrá que esperar otra revancha con ella antes de volver a cosechar los códices Mania y Scream del cadáver de Patricia.Más tarde, el simbionte Scream aparentemente se agota dentro de Andi debido al simbionte Carnage.

### Lightbright
Durante la historia de "Guerra Venom", Scream se vincula con el miembro de Grupo Salvaje, Lightbright.

## Poderes y habilidades
Las habilidades sobrehumanas de Donna Diego provienen del simbionte Scream. El grito a menudo usa su «pelo» como arma para envolver o enredar a los enemigos (como Medusa de los Inhumanos), y puede imitar la ropa como camuflaje. Al igual que Spider-Man y el simbionte Venom, Scream tiene habilidades de rastreo de paredes y enrollamiento red, y posee un sentido de alerta temprana. Scream también posee cierto grado de fuerza sobrehumana, pero no se conocen los límites exactos.

## Recepción
En 2021, Screen Rant incluyó a Scream en su lista "Spider-Man: 10 mejores villanas femeninas".

## Otros medios

### Televisión
Scream aparece en la serie animada Spider-Man: Maximum Venom, con la voz de Meg Donnelly.Esta versión es la hermana mayor del simbionte Venom, creada por Knull para unirse a las hermanas simbiontes junto a Mania y Scorn. Además, ella posee un anfitrión con habilidades sónicas.

### Videojuegos
- La encarnación de Donna Diego de Scream aparece como un jefe en Venom/Spider-Man: Separation Anxiety.[17]
- La encarnación de Donna Diego de Scream aparece como un jefe en Marvel: Avengers Alliance.[18]
- La encarnación de Donna Diego de Scream aparece como jefe y personaje jugable en Spider-Man Unlimited.[19]
- La encarnación de Donna Diego de Scream aparece como un personaje jugable en Marvel Strike Force.[20]Esta versión es un Controlador de la Ciudad aliado con los equipos Spider-Verse y Symbiote.
- La encarnación de Scream de Andi Benton aparece como un personaje jugable en Marvel Future Fight, con Silence como un traje alternativo.[21]
- El simbionte Scream aparece como jefe en Spider-Man 2, con la voz de Laura Bailey.[22][23]Esta versión surge cuando Venom infecta a Mary Jane Watson. Scream aprovecha las frustraciones reprimidas de Watson para luchar contra Spider-Man hasta que se reconcilian, lo que permite a su anfitrión liberarse del control de Scream y matar al simbionte.

### Parques temáticos
Scream aparece en el paseo de Islands of Adventure The Amazing Adventures of Spider-Man, con la voz de Candi Milo. Esta versión es miembro del Sindicato Siniestro.Durante el viaje, ella ataca a los huéspedes con sus garras y silbidos, pero el Doctor Octopus lo tira hacia atrás, intentando reclamar a los invitados para él. Más tarde, ella y el Hobgoblin cargan contra Spider-Man mientras los vehículos están en el aire, y Spider-Man lo ve pateado hacia atrás. Ella aparece durante la escena final, con otros miembros del Sindicato Siniestro.

### Juguetes
- Scream tiene su propia figura de acción en la serie de figuras de acción Venom: Planet of the Symbiotes de 1996 de Toy Biz. Tiene una característica de «pelo vivo de zarcillo». Junto con Lasher, su nombre fue bautizado por la línea de juguetes, sin embargo, Marvel no la llamó oficialmente hasta el 2007, cuando se tituló con el alias en Manual de la Guerra Civil: Informe de Daños en la Batalla.
- Scream recibió su propia figura de Marvel Legends en 2018.[25]